# بالتازار ماثياس كيلهاو
بالتازار ماثياس كيلهاو (بالنرويجية: Baltazar Mathias Keilhau)‏ هو بروفيسور وجيولوجي نرويجي، ولد في 2 نوفمبر 1797 في Biri, Norway ‏ في النرويج، وتوفي في 1858 في كريستيانية في النرويج.